# سكوت غودمان (مدرب رياضي)
سكوت غودمان (بالإنجليزية: Scott Goodman)‏ هو مدرب رياضي أسترالي، ولد في 27 يونيو 1960 في ملبورن في أستراليا.